# Nasher Sculpture Center

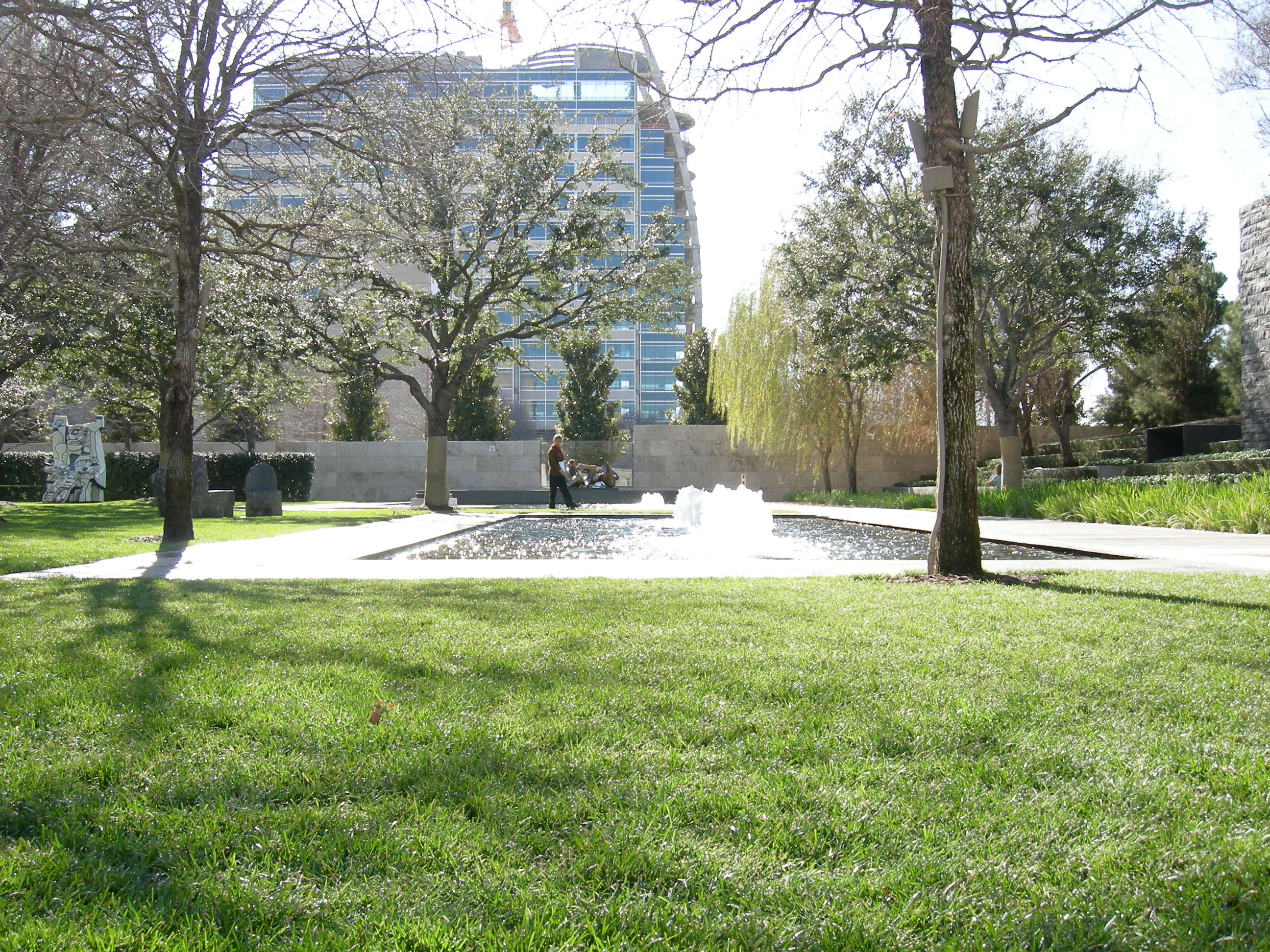
beeldenpark

Het Nasher Sculpture Center is een museum annex beeldenpark voor moderne en hedendaagse beeldhouwkunst. Het Centrum is gelegen in het Dallas Arts District in Dallas (Texas). 
Het museum is gesticht door Raymond en Patsy Nasher, die een uitgebreide collectie werken hadden verzameld van gerenommeerde internationale beeldhouwers.
De Raymond and Patsy Nasher Collection omvat meer dan 300 werken van: 
- Alexander Calder
- Willem de Kooning
- Mark di Suvero
- Alberto Giacometti
- Barbara Hepworth
- Ellsworth Kelly
- Henri Matisse
- Joan Miró
- Henry Moore
- Pablo Picasso
- Germaine Richier
- Auguste Rodin
- Raymond Duchamp-Villon
- Richard Serra

en vele anderen.

De collectie wordt nog steeds uitgebreid.
Het museumgebouw is ontworpen door de architect Renzo Piano en werd in 2003 geopend. De beeldentuin heeft Piano in samenwerking met de (landschaps)architect Peter Walker aangelegd.

## Arts District Dallas
In het Arts District bevinden zich ook nog:
- Dallas Museum of Art
- The Dallas Center for Contemporary Art
- The Trammel & Margaret Crow Collection of Asian Art